# Murder One
Murder One is een Amerikaanse dramaserie die van start ging op 19 september 1995. De twee seizoenen zijn uitgezonden op de Amerikaanse, Franse, Engelse, Portugese en Hongaarse televisie. In totaal werden er 41 afleveringen gemaakt.

## Rolverdeling in seizoen 1
- Theodore Hoffman - Daniel Benzali
- Annie Hoffman - Patricia Clarkson
- Justine Appleton - Mary McCormack
- Neil Avedon - Jason Gedrick
- Richard Cross - Stanley Tucci
- Francesca Cross - Donna Murphy
- Miriam Grasso - Barbara Bosson
- Chris Docknovich - Michael Hayden
- Lisa Gillsepie - Grace Philips
- Arnold Spivak - J.C. MacKenzie
- Julie Costello - Bobbie Phillips
- Rechter Beth Bornstein - Linda Carlson
- Roger Garfield - Gregory Itzin
- David Blalock - Kevin Tighe
- Ray Velacek - Joe Spano
- Louis Hines - John Fleck
- Detective Arthur Polson - Dylan Baker
- Gary Blondo - John Pleshette
- Lila - Vanessa Williams
- Sydney Schneider - Adam Scott
- Elizabeth Hoffman - Vanessa Zima

## Rolverdeling in seizoen 2
- Jimmy Wyler - Anthony LaPaglia
- Justine Appleton - Mary McCormack
- Miriam Grasso - Barbara Bosson
- Chris Docknovich - Michael Hayden
- Arnold Spivak - J.C. MacKenzie
- Rechter Beth Bornstein - Linda Carlson
- Roger Garfield - Gregory Itzin
- Louis Hines - John Fleck
- Aaron Mosley - D.B. Woodside
- Vince Biggio - Clayton Rohner
- Clifford Banks - Pruitt Taylor Vince